# Jean-Éric Bielle
Pour les articles homonymes, voir Bielle.
 (janvier 2010).
Si vous disposez d'ouvrages ou d'articles de référence ou si vous connaissez des sites web de qualité traitant du thème abordé ici, merci de compléter l'article en donnant les références utiles à sa vérifiabilité et en les liant à la section « Notes et références ».
Jean-Éric Bielle, né à Paris en 1957, est un auteur-scénariste pour la télévision et le cinéma et dramaturge français. 
Ancien imitateur et humoriste, de la fin des années 1980 au début des années 2000, il a principalement travaillé sur Canal+ et France 2 et France Inter.

## Biographie
Sa pièce Le Square s'est jouée au théâtre Le Nez rouge en décembre 2016, avec Gérald Dahan, Geoffroy Thiebaut et Carine Bodart. 
Une autre de ses pièces, Quand vient le printemps (adaptation féminine de sa pièce Le Square) a été publiée aux éditions Dacres et fut créée en janvier 2018 en tournée en province.
Jean-Éric Bielle a écrit pour quelques séries télés et plusieurs longs métrages pour le cinéma dont celui tiré de sa pièce Quand vient le printemps.

## De la pub auxGuignols
Jean-Éric Bielle a également fait partie de l'équipe de Jacques Martin dans l'émission Ainsi font, font (1994-1995), en tant qu'auteur, comédien et imitateur. Il a aussi joué quelque temps en duo avec un autre imitateur, Gérald Dahan. Ils se sont produits ensemble sur quelques scènes à Paris (Café de la gare, Carré Blanc, Olympia...), ainsi qu'avec d'autres partenaires de la radio France Inter (Chraz, Didier Porte, Sophie Forte , etc.)[réf. nécessaire]
Pendant le confinement, Jean-Eric Bielle a écrit un essai intitulé Vivre Heureux Mourir Serein.

## Radio et télévision
Depuis quelques années, Jean-Éric Bielle a quitté la radio et la télévision en tant qu'artiste imitateur pour se consacrer presque exclusivement à l'écriture. Il a ainsi écrit et joué pour des séries télévisées (avec Pascal Sellem notamment). Il a été l'auteur d'un spectacle vivant sur Joe Dassin joué au Cirque d'hiver et parti en tournée internationale (2006-2007). 
À titre exceptionnel, il a repris son activité d’imitateur et de créateur de voix en 2011 pour incarner le ventriloque Jeff Dunham.